# جام بزرگ والیبال قهرمانان جهان ۲۰۰۹
جام بزرگ والیبال قهرمانان جهان ۲۰۰۹ ، پنجمین دوره جام بزرگ قهرمانان جهان (بین قاری ای) در بخش مردان بود که به میزبانی اوساکا و ناگویا ژاپن از ۱۸ نوامبر تا ۲۳ نوامبر ۲۰۰۹ برگزار شد.

## تیم‌ها
| تیم    | صلاحیت از             |
| ------ | --------------------- |
| ژاپن   | میزبان و قهرمانی آسیا |
| ایران  | نایب قهرمان آسیا      |
| لهستان | قهرمانی اروپا         |
| کوبا   | قهرمانی نورسکا        |
| برزیل  | قهرمانی آمریکای جنوبی |
| مصر    | وایلد کارت            |

## سالن‌ها
- سالن مرکزی شهرداری (اوساکا)
- نیپون (ناگویا، آیچی)

## نتایج
|      |        |          | مسابقات | مسابقات | ست‌ها | ست‌ها | ست‌ها  | امتیازها | امتیازها | امتیازها |
| رتبه | تیم    | امتیازها | برد     | باخت    | برد  | باخت | نسبت  | برد      | باخت     | نسبت     |
| ---- | ------ | -------- | ------- | ------- | ---- | ---- | ----- | -------- | -------- | -------- |
| ۱    | برزیل  | ۱۰       | ۵       | ۰       | ۱۵   | ۳    | ۵٫۰۰۰ | ۴۳۶      | ۳۶۰      | ۱٫۲۱۱    |
| ۲    | کوبا   | ۹        | ۴       | ۱       | ۱۴   | ۷    | ۲٫۰۰۰ | ۴۷۴      | ۴۲۰      | ۱٫۱۲۹    |
| ۳    | ژاپن   | ۸        | ۳       | ۲       | ۹    | ۱۱   | ۰٫۸۱۸ | ۴۳۰      | ۴۳۷      | ۰٫۹۸۴    |
| ۴    | لهستان | ۷        | ۲       | ۳       | ۹    | ۱۰   | ۰٫۹۰۰ | ۴۰۲      | ۴۳۳      | ۰٫۹۲۸    |
| ۵    | ایران  | ۶        | ۱       | ۴       | ۸    | ۱۴   | ۰٫۵۷۱ | ۴۷۲      | ۴۹۱      | ۰٫۹۶۱    |
| ۶    | مصر    | ۵        | ۰       | ۵       | ۵    | ۱۵   | ۰٫۳۳۳ | ۳۸۸      | ۴۶۱      | ۰٫۸۴۲    |

### مسابقات اوزاکا
| تاریخ | ساعت  |        | امتیاز |        | ست ۱  | ست ۲  | ست ۳  | ست ۴  | ست ۵  | مجموع   | گزارش |
| ----- | ----- | ------ | ------ | ------ | ----- | ----- | ----- | ----- | ----- | ------- | ----- |
| ۱۸ ن  | ۱۳:۳۰ | مصر    | ۲–۳    | ایران  | ۲۵–۲۱ | ۲۰–۲۵ | ۲۱–۲۵ | ۲۵–۱۷ | ۱۰–۱۵ | ۱۰۱–۱۰۳ | P2 P3 |
| ۱۸ ن  | ۱۵:۳۰ | کوبا   | ۲–۳    | برزیل  | ۲۲–۲۵ | ۲۶–۲۴ | ۱۸–۲۵ | ۲۵–۲۳ | ۱۰–۱۵ | ۱۰۱–۱۱۲ | P2 P3 |
| ۱۸ ن  | ۱۹:۰۰ | ژاپن   | ۳–۲    | لهستان | ۲۲–۲۵ | ۲۵–۱۵ | ۲۱–۲۵ | ۲۵–۲۱ | ۱۵–۱۰ | ۱۰۸–۹۶  | P2 P3 |
| ۱۹ ن  | ۱۳:۳۰ | ایران  | ۱–۳    | برزیل  | ۲۲–۲۵ | ۱۸–۲۵ | ۲۵–۲۳ | ۱۹–۲۵ |       | ۸۴–۹۸   | P2 P3 |
| ۱۹ ن  | ۱۵:۳۰ | لهستان | ۱–۳    | کوبا   | ۲۵–۲۲ | ۱۸–۲۵ | ۱۸–۲۵ | ۲۲–۲۵ |       | ۸۳–۹۷   | P2 P3 |
| ۱۹ ن  | ۱۹:۰۰ | مصر    | ۱–۳    | ژاپن   | ۱۵–۲۵ | ۲۵–۲۲ | ۲۱–۲۵ | ۱۷–۲۵ |       | ۷۸–۹۷   | P2 P3 |

### مسابقات ناگویا
| تاریخ | ساعت  |        | امتیاز |        | ست ۱  | ست ۲  | ست ۳  | ست ۴  | ست ۵  | مجموع   | گزارش |
| ----- | ----- | ------ | ------ | ------ | ----- | ----- | ----- | ----- | ----- | ------- | ----- |
| ۲۱ ن  | ۱۲:۳۰ | برزیل  | ۳–۰    | لهستان | ۲۵–۱۷ | ۲۵–۱۷ | ۲۵–۱۸ |       |       | ۷۵–۵۲   | P2 P3 |
| ۲۱ ن  | ۱۴:۳۰ | کوبا   | ۳–۲    | مصر    | ۲۵–۱۷ | ۲۳–۲۵ | ۲۵–۱۴ | ۲۳–۲۵ | ۱۵–۷  | ۱۱۱–۸۸  | P2 P3 |
| ۲۱ ن  | ۱۸:۰۰ | ژاپن   | ۳–۲    | ایران  | ۲۷–۲۵ | ۱۸–۲۵ | ۲۵–۲۳ | ۲۰–۲۵ | ۱۶–۱۴ | ۱۰۶–۱۱۲ | P2 P3 |
| ۲۲ ن  | ۱۲:۳۰ | مصر    | ۰–۳    | برزیل  | ۲۱–۲۵ | ۲۲–۲۵ | ۲۲–۲۵ |       |       | ۶۵–۷۵   | P2 P3 |
| ۲۲ ن  | ۱۴:۳۰ | ایران  | ۱–۳    | لهستان | ۲۳–۲۵ | ۲۵–۱۸ | ۲۶–۲۸ | ۲۳–۲۵ |       | ۹۷–۹۶   | P2 P3 |
| ۲۲ ن  | ۱۸:۰۰ | ژاپن   | ۰–۳    | کوبا   | ۱۹–۲۵ | ۲۰–۲۵ | ۲۲–۲۵ |       |       | ۶۱–۷۵   | P2 P3 |
| ۲۳ ن  | ۱۳:۳۰ | کوبا   | ۳–۱    | ایران  | ۲۵–۱۴ | ۲۵–۲۲ | ۱۵–۲۵ | ۲۵–۱۵ |       | ۹۰–۷۶   | P2 P3 |
| ۲۳ ن  | ۱۵:۳۰ | لهستان | ۳–۰    | مصر    | ۲۵–۱۹ | ۲۵–۱۸ | ۲۵–۱۹ |       |       | ۷۵–۵۶   | P2 P3 |
| ۲۳ ن  | ۱۹:۰۰ | برزیل  | ۳–۰    | ژاپن   | ۲۵–۱۲ | ۲۶–۲۴ | ۲۵–۲۲ |       |       | ۷۶–۵۸   | P2 P3 |

## رده‌بندی پایانی
| رتبه | تیم    |
| ---- | ------ |
| 1    | برزیل  |
| 2    | کوبا   |
| 3    | ژاپن   |
| ۴    | لهستان |
| ۵    | ایران  |
| ۶    | مصر    |

| ۲۰۰۹ قهرمان جام بزرگ قهرمانان جهان |
| ---------------------------------- |
| · برزیل · اولین عنوان              |

## جوایز
- باارزش‌ترین بازیکن:  روبرت لندی سیمون
- امتیازآورترین بازیکن:  کونیهیرو شیمیزو
- بهترین پشت خط زن:  تاتسویا فوکوزاوا
- بهترین مدافع میانی:  روبرت لندی سیمون
- بهترین زننده سرویس:  روبرت لندی سیمون
- بهترین پاسور:  برونو رزنده
- بهترین بازیکن آزاد:  سرجیو دوترا سانتوس